# Pierre de Bruys
Pour les articles homonymes, voir Bruys (homonymie).
Pierre De Bruys (ou de Bruis, Petrus Brusius) est un hérésiarque français du XIIe siècle qui conteste l'Église catholique avec violence avant de périr vers 1131 dans les flammes d'un bûcher qu'il aurait, selon certains auteurs, lui-même allumé pour brûler des croix. Selon d'autres, il est brûlé vif pour hérésie à Saint-Gilles, près d'Arles, entre 1140 et 1147.
Bien que ses croyances et ses méthodes soient fortement éloignées de celles du protestantisme, certains auteurs ont vu en lui un précurseur des vaudois, des anabaptistes et même de la Réforme.

## Biographie
Les informations concernant Pierre De Bruys sont rares et ont toutes pour source primaire la lettre dédicace du traité de Pierre le Vénérable, abbé de Cluny, Contra Petrobrusianos hereticos, adressé aux archevêques et évêques d'Arles, Embrun, Die et Gap, régions dans lesquelles l'hérésie prospérait depuis une vingtaine d'années.
La plupart des auteurs s'accordent pour dire que Pierre De Bruys est né vers 1095 à Bruis dans le canton de Rosans, près de Gap.
Pierre De Bruys était un prêtre catholique avant que la hiérarchie ne le condamne  et ne lui interdise de prêcher, ceci à une date imprécise mais, apparemment, entre 1112 et 1120. Refusant d’obéir, il continua à prêcher en tant que prédicateur itinérant, d’abord dans les diocèses d’Embrun et de Gap, puis en Provence et en Languedoc.
Aux alentours de l’année 1131, la population de Saint-Gilles (Gard), exaspérée de le voir brûler des croix, le précipita dans le bûcher où il périt.

## Enseignement
Pierre de Bruys n’accordait d’autorité qu’aux quatre évangiles qu’il interprétait d’ailleurs de façon très littérale.
Pour lui, les autres livres du Nouveau Testament avaient moins de valeur sur le plan doctrinal car non seulement il doutait de leur origine apostolique, mais, de plus, les Épitres traduisaient l'enseignement de simples hommes et non celui de  Jésus-Christ.
Il rejetait aussi l’autorité de l’Ancien Testament, aussi bien que celle des Pères de l'Église et, bien entendu, celle de l’Église Catholique. Il méprisait enfin la hiérarchie et le clergé catholique et il n’hésitait pas à prêcher la violence et à mettre lui-même en pratique son enseignement contre les prêtres et les moines.
Sur le plan doctrinal, il s’opposait à l’Église Catholique sur de nombreux points :
- refus du baptême des enfants car, selon lui, seule la foi personnelle peut conduire au salut, or les enfants en bas âge ne peuvent avoir la foi au moment de leur baptême ;
- rejet de la doctrine de la transsubstantiation ;
- dénégation de la valeur des sacrements aux défunts,
- inutilité des églises car l’Église de Dieu est constituée non de pierres mais de l’union des croyants rassemblés ;
- refus de voir dans la croix un symbole sacré car, pour lui, l’instrument de la mort du Christ ne peut être adoré ni même vénéré ; les croix devaient donc être détruites en morceaux et brûlées, ce qui lui coûta d’ailleurs la vie !

## Successeurs
Les disciples et successeurs de Pierre de Bruys sont connus sous le nom de Pétrobrusiens.
Un ancien moine de l’abbaye de Cluny, Henri de Lausanne adopta ses enseignements vers 1135 et contribua à les répandre après la mort de Pierre de Bruys, après les avoir quelque peu modifiés, donnant ainsi naissance aux Henriciens.

### Sources
- Pierre le Vénérable (Petrus Venerabilis), Contra Petrobrusianos hereticos (ou Epistola aux titulaires de diocèses des Alpes méridionales et de Provence, 1137-1138), édi. par J. Fearns, Turnhout (Belgique), Brepols, coll. "Corpus Christianorum Continuatio Mediaevalis", 1968, XVIII-179 p., p. 7-165. Trad. an. : G. Constable, The Letters of Peter the Venerable, Harvard University Press, 1967, 2 t.
- Pierre le Vénérable, Epistola minor, in Contra Petrobrusianos Hereticos Epistola, p. 3-6.
- Pierre Abélard, Theologia scolarium (1140 ?), livre II, p. 439.
- Concile de Toulouse du 13 juin 1119 : Dictionnaire portatif des conciles, 1764.

### Études
- Antoine Monastier, Histoire de l’Église Vaudoise - Lausanne 1847.
- J. Chevalier, Mémoires historiques sur les hérésies avant le XVIe siècle, Valence, Jules Céas et fils, 1890.
- Emmanuel Aegerter, Les hérésies du Moyen Âge, 1939.
- Walter L. Wakefield et Austin P. Evans, Heresies of the High Middle Ages (1969), Columbia University Press, 1991, 865 p.
- Huguette Taviani-Carozzi, "La mort et l'hérésie : des hérétiques de l'An Mil à Pierre de Bruis et à Henri, dit de Lausanne", Cahiers de Fanjeaux, n° 33, 1998, p. 121-158.
- Dominique Iogna-Prat, Ordonnert et exclure. Cluny et la société chrétienne face à l'hérésie, au judaïsme et à l'islam (1000-1150). Aubier, 1998.